# قصر الرضم
قصر الرضم قصر أثري بـمنطقة تبوك، في الشمال الغربي من السعودية. 

## موقع القصر
يقع القصر في الجهة الغربية من تيماء، ويتخذ الشكل المستطيل حيث يبلغ طوله 34×25 م، وارتفاع جدرانه تصل إلى 3،5م، وقد يزيد السُمك إلى مترين، وقد دُعمت هذه الجدران بدعامات من حجارة في أركانها ووسطها وخارجها، ويعود بناء القصر إلى العصر الحديدي في النصف الأول من الألف قبل الميلاد.

## وصف القصر
هو قصر في وسطه بئر، وجدرانه مشيدة من الحجارة المصقولة، وله دعائم من الخارج، يبغ طول القصر 34 متر، عرضه 25 متر، وارتفاع جدرانه 3.5 متر، ويزيد سمكها عن المترين، ويمكن مشاهدة دعامات حجرية ضخمه ساهمت في صمود عبر القرون.
يعود تاريخ القصر إلى منتصف الألف الأول قبل الميلاد، وبالتحديد إلى العصر الحديدي، ويقال أنه بُني في القرن الثالث قبل الميلاد. ويوجد بالسور الغربي في القصر آثار بوابة تقع على الأرض المكشوفة بمسافةٍ تُقدر بـ 180م من القصر الذي يؤدي إليه ممران، يمتد أحدهما من الشمال الغربي إلى الجنوب الشرقي محاذياً سور المدينة، بينما يعبر الآخر البوابة ويلتقي مع السور المحاذي للمدينة، ويوجد على الجهة الشرقية من القصر حقول مزروعة تمتد على شكل هلالٍ باتجاه الشمال، والشمال الشرقي، والشمال الغربي.

## القصر والرحالة
أشار داوتي وفيلبي ووينيت إلى القصر باسم قصر زلوم، بينما أشار إليه أويتنج باسم قصر الدير، ويشبه في تصميمه وتنفيذه حصن كعب بن الأشرف بالمدينة المنورة.

## انظر ايضاً
- منطقة تبوك
- قصر بن عقيل
- قصر المربع

## وصلات خارجية
- تيماء.. «سلة الآثار» المدفونة!.
- تيماء.. ثروة أثرية تغوص في عمق التاريخ.